# Dwergkustworm
De dwergkustworm (Tubificoides brownae) is een ringworm uit de familie van de Naididae. De wetenschappelijke naam van de soort werd voor het eerst geldig gepubliceerd in 1979 door R. O. Brinkhurst en H. R. Baker.